# Hibiscus tiliaceus
Hibiscus tiliaceus es una especie de árbol perteneciente a la familia Malvaceae, originaria de los trópicos del Viejo Mundo. Conocida con el nombre de majagua común de Cuba o majahua. Su epíteto se refiere al parecido de sus hojas con las de los tilos.

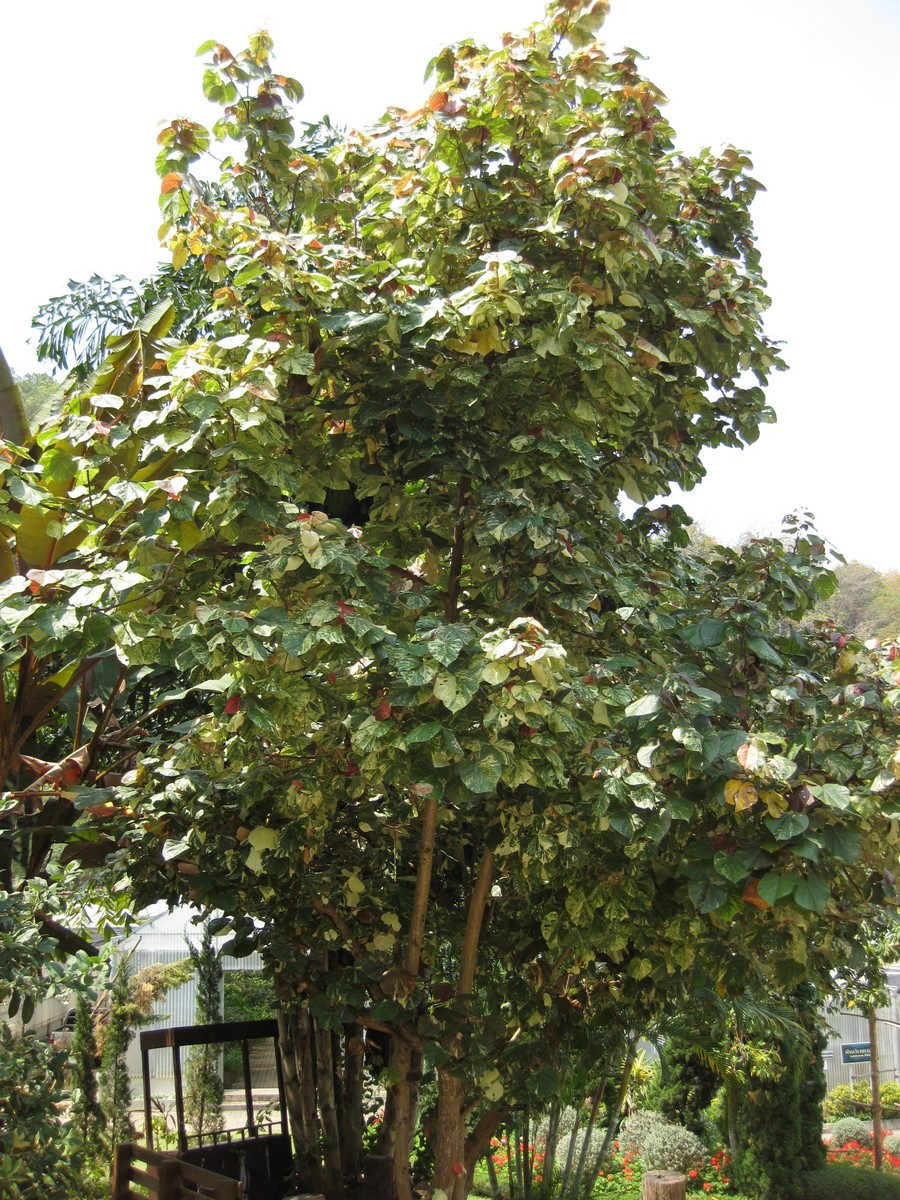
Vista del árbol

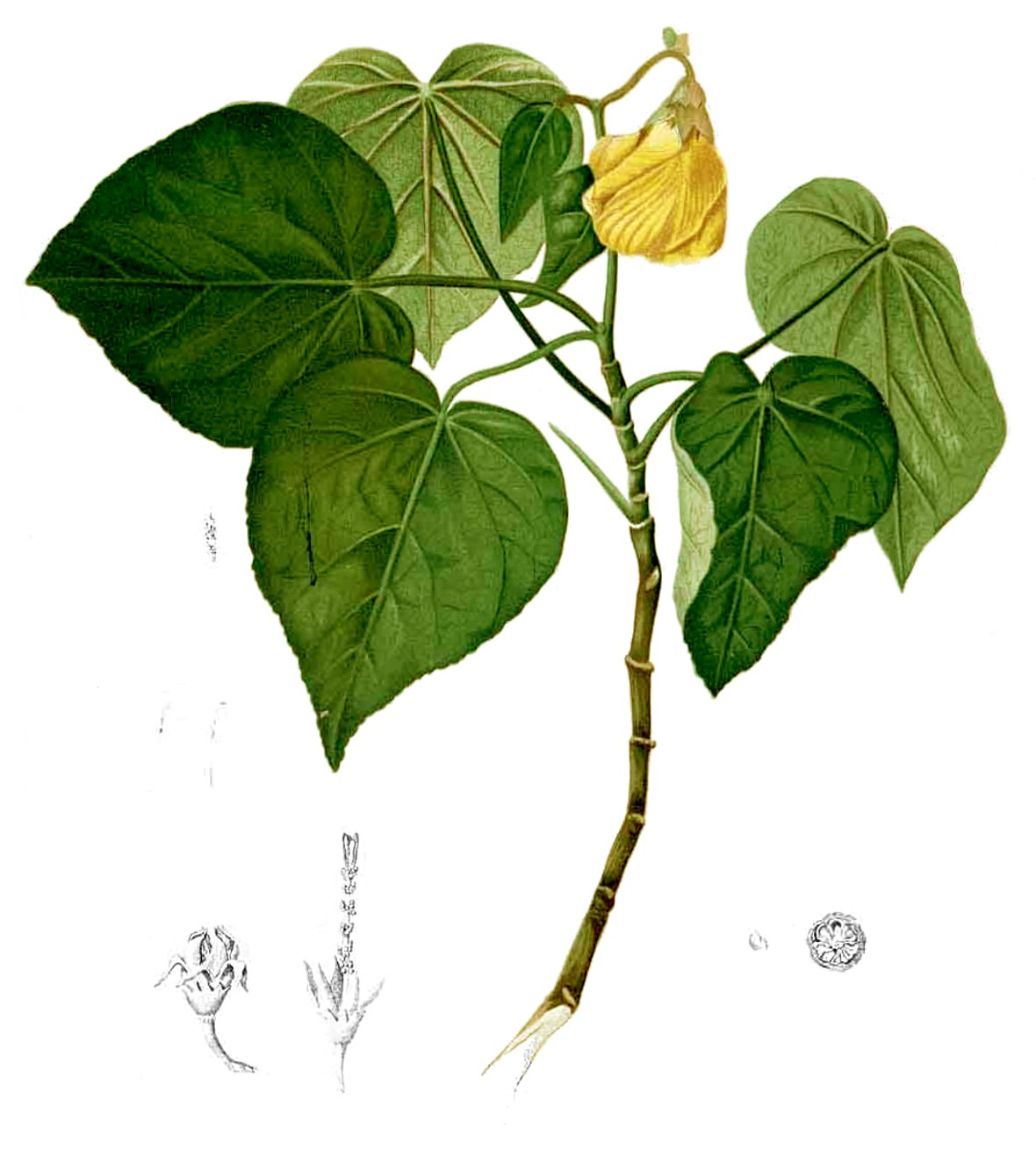
Ilustración

## Descripción
H. tiliaceus es un árbol que alcanza los 4.10 m de altura, con un tronco de hasta 15 cm de diámetro. Las flores son de color amarillo brillante con un centro de color rojo oscuro al abrirse. En el transcurso del día, las flores van tornando a color naranja y finalmente termina en rojo antes de caer el día. 

## Distribución y hábitat
H. tiliaceus es común en lugares costeros del este y el norte de Australia, Oceanía y Sudeste de Asia. Se ha naturalizado en algunas partes del Nuevo Mundo, como Florida, Puerto Rico, y las Islas Vírgenes. No está claro si la especie es nativa de Hawái, ya que puede haber sido introducida por el mar en Polinesia. H. tiliaceus se puede encontrar en las elevaciones desde el nivel del mar hasta los 800 metros, en las zonas que reciben 900-2,500 mm de lluvia anual. Suele crecer en playas,  ríos y en mangles pantanosos. Está bien adaptado para crecer en zonas costeras, ya que tolera la sal y el anegamiento y puede crecer en la arena, arena de coral, marga, caliza, y basalto molido.  Crece mejor en suelos poco ácidos a alcalinos (pH de 5 a 8,5 ).

## Usos
La madera de H. tiliaceus tiene un peso específico de 0,6. Se ha utilizado en una variedad de aplicaciones , como la construcción de canoas, leña, y tallas de madera. Con su resistente corteza se puede hacer en duradera cuerda, para el sellado de grietas en los barcos. La corteza y raíces se pueden hervir para hacer un té para enfriar fiebres y con sus jóvenes y frondosas brotes se pueden comer como verdura. Los nativos de Hawái utilizan la madera para hacer Iako (palos) para Wa'a (canoas), mouo (redes de pesca flotantes), y 'au ko'i (asas de azuelas). Hau se utiliza para hacer ama (canoas) si no se dispone de wiliwili (Erythrina sandwicensis).
H. tiliaceus es ampliamente utilizado en los países asiáticos como un tema para el arte del bonsái, sobre todo Taiwán. Los mejores ejemplares de Taiwán se han tomado del parque nacional de Kenting.

## Propiedades
La cianidina-3-glucósido es la antocianina principal que se encuentran en las flores de H. tiliaceus (Lowry , 1976). Las hojas muestran una fuerte actividad atrapadora de radicales y activa de inhibición de la tirosinasa, más fuerte, entre 39 especies de plantas tropicales en Okinawa ( Masuda et al., 1999; 2005). Con una mayor radiación ultravioleta en las zonas costeras, no hay evidencia de que las hojas y flores naturales de las poblaciones costeras de H. tiliaceus tengan mejores propiedades antioxidantes que las que plantaron en el interior (Wong et al. , 2009; Wong y Chan, 2010).

## Taxonomía
Hibiscus tiliaceus fue descrita por Carlos Linneo y publicado en Species Plantarum 2: 694. 1753.
Etimología
Hibiscus: nombre genérico que deriva del griego antiguo ἱβίσκος (hibískos), que era el nombre que dio Dioscórides (a. C. 40-90) a la planta Althaea officinalis.
tiliaceus: epíteto latíno 
Sinonimia
- Hibiscus abutiloides Willd.
- Hibiscus boninensis Nakai
- Hibiscus circinnatus Willd.
- Hibiscus porophyllus Vell.
- Hibiscus tortuosus Roxb.
- Pariti boninense (Nakai) Nakai
- Pariti tiliaceum (L.) A.Juss.
- Paritium abutiloides (Willd.) G.Don
- Paritium circinnatum (Willd.) G. Don
- Paritium elatum var. abutiloides (Willd.) Griseb.
- Paritium tiliaceum (L.) A. Juss.
- Talipariti tiliaceum (L.) Fryxell[10]